# 이종승 (조선귀족)
이종승(李鍾承, 1923년 4월 28일 ~ 몰년 미상)은 일제강점기의 조선귀족으로, 본관은 전의, 본적은 경성부 체부동이다.

## 생애
남작 이능세의 셋째 아들로 태어났지만 1934년 9월에 자작 이충세의 사후 양자로 입적했다. 1934년 10월 15일에는 자신의 양아버지인 이충세가 받은 자작위를 승계받았으며, 1940년에는 일본 기원 2600년 축전 기념 초대자로 선정되었다. 1942년에 일본 도쿄 가쿠슈인을 졸업했고, 1943년 5월 15일에는 일본 정부로부터 종5위에 서위되었다.
도쿄 제국대학 법학과 1학년에 재학 중이던 1943년 11월 15일에 귀국했으며, 1943년 11월 18일에는 경성부 동대문경찰서를 방문하여 일본군 학도병에 지원했다. 또한 《경성일보》에 자신의 친아버지인 이능세와 함께 일본군 학도병 지원에 관한 자신의 소감을 게재했다. 한국 전쟁 중이던 1950년 7월 이후에 실종되었으며, 1968년 10월 30일 서울가정법원으로부터 실종선고를 받았다.
친일파 708인 명단의 조선귀족 부문, 민족문제연구소의 친일인명사전 수록자 명단의 수작/습작 부문, 친일반민족행위진상규명위원회가 발표한 친일반민족행위 705인 명단에 포함되었다.

## 참고자료
- 친일반민족행위진상규명위원회 (2009). 〈이종승〉. 《친일반민족행위진상규명 보고서 Ⅳ-14》. 서울. 199~203쪽.
- 민족문제연구소 (2009). 〈이종승〉. 《친일인명사전 3 (ㅇ ~ ㅎ)》. 서울. 135 ~ 136쪽.